# شیفه

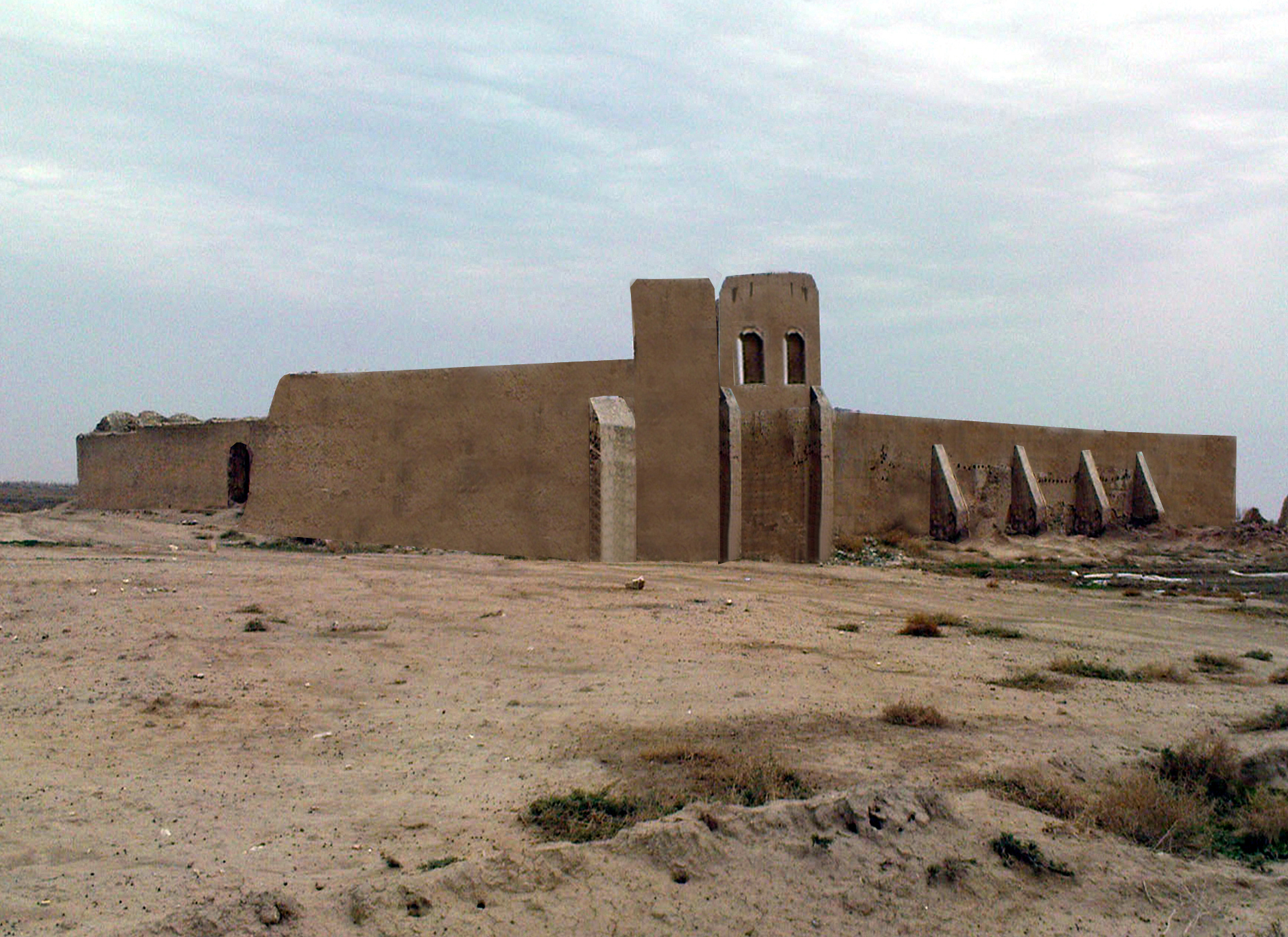
قلعه توکل شیفه.آرش.م

شیفه، روستایی از توابع بخش مرکزی شهرستان رامهرمز در استان خوزستان ایران است.
وجه تسمیه روستای شیفه بخاطر عبور رودخانه‌ای فصلی به همین نام است. این روستا در بخش عریض و منطقه عرب نشین واقع گردیده است. شیفه در زبان عربی بمعنای ادا در آوردن و شکلک می‌باشد شاید نام شیفه بخاطر ادا و اطوار این رود در فصول پربارش و سیلابهای ناگهانی و ویرانگر آن باشد و شاید هم اشاره‌ای به مسیر پر پیچ و خم این رود داشته باشد.
دلیل اینکه مردم شیفه روستای خود را در مجاورت کوه بنا نهادند، سیلابی بود که درسال پنجاه و  هشت روستای قدیم شیفه را تخریب کرد.
مردم شیفه از  قوم لر(بختیاری)، عرب و ترکان  قشقایی تشکیل شده اند. این روستا گذشته‌ای درخشان و رویایی داشت که متاسفانه بدلیل مهاجرت اکثر اهالی به شهرهای بزرگ جمعیت آن رو به نقصان گذاشت. در صورت حمایت دولت شرایط برای بازگشت ساکنان قدیمی و مهاجرت معکوس به روستا آماده است.
آنچه از روستای شیفه ی قدیم باقی مانده،ویرانه قلعه ایست که،در اواخر دوره ی قاجار
عمده فعالیت مردم این روستا کشاورزی بوده و محصولاتشان عمدتاً:برنج، گندم و کنجد بود.
. 

## جمعیت
این روستا در دهستان حومه‌شرقی قرار دارد و براساس سرشماری مرکز آمار ایران در سال ۱۳۸۵، جمعیت آن ۹۹ نفر (۲۲خانوار) بوده‌است.